# Никитская церковь (Владимир)
Церковь Усекновения главы Иоанна Предтечи (Ники́тская церковь) — православный храм во Владимире, построенный в 1760-х годах владимирским купцом Семёном Лазаревым.
В 1938 году храм был закрыт для богослужений, позднее в его стенах разместили Владимирскую экспериментальную научно-реставрационную производственную мастерскую («Владимирреставрация»).
В августе 2015 года его вернули Владимирской епархии, и он вновь стал действующим.

## История создания
Предположительно, на месте Никитской церкви в XII веке был Космодемьянский монастырь, игумен которого Арсений упомянут в Ипатьевском списке под 1174 годом (совершил погребальную службу над телом великого князя Андрея Боголюбского).
Первое достоверное упоминание о Никитской церкви относится к 1628 году — в патриарших окладных книгах значится «церковь великаго Христова мученика Никиты въ земляномъ городҍ… дани восемнадцать алтынъ 4 деньги намҍстничьихъ и заҍзда гривна». На хранившихся в церкви антиминсах упомянуто освящение в 1633 году церкви во имя святого великомученика Никиты, а в 1656 году — в честь Рождества Пресвятой Богородицы. Но неизвестно, были ли это две отдельные церкви, или два придела в одной. Из дозора Семёна Извольского известно, что в 1656 году церковь стала платить дани «рубль 22 алтына съ деньгою». Из надписи на сохранившемся кресте известно, что в конце XVII века при царях Иване и Петре Алексеевичах Никитская церковь была ружною, и главный престол был во имя святого Иоанна Предтечи.
О времени постройки первого каменного здания церкви было неизвестно уже в XVIII веке. Так, в Типографическом описании провинциального города Владимира 1761 года было указано, что «церковь Усҍкновенія главы Іоанна Предтечи и при ней придҍлъ св. в. муч. Никиты каменные, построены въ давнихъ годахъ, а издревле по писцовымъ книгамъ оная церковь пишется по придҍлу в. муч. Никиты».
Тогда же старое здание из-за ветхости было разобрано, и в 1762 году на средства владимирского купца, члена Владимирского городового магистрата Семёна Лазарева началось строительство новой церкви. В 1765 году её освятил епископ Владимирский и Муромский Павел (Гребневский). На первом этаже располагался тёплый храм во имя Космы и Дамиана, на среднем этаже — престол во имя Иоанна Предтечи, на третьем этаже — во имя великомученика Никиты.
Первая постройка несколько отличалась от той, что сохранилась до наших дней. В 1849 году к церкви на средства купца Петра Козлова, владельца первого во Владимире мыловаренного завода, пристроили с северной и южной стороны двухэтажные приделы. В них были устроены престолы во имя апостолов Петра и Павла и великомученика Никиты (вместо упразднённого на 3-м этаже). Однако при строительстве был допущен ряд ошибок — пристройки сделали неудобными и верхнюю, и особенно нижнюю церкви из-за недостаточного освещения (в приделах отсутствовали окна на уровне первого этажа).
В 1869 году купец 2-й гильдии Николай Философов вложил средства (всего около 50 тысяч рублей) для реконструкции церкви: в нижнем этаже пристроек были пробиты окна, приделы разделены на два этажа и в верхнем этаже соединены с основным зданием большими арками. Он купил для храма также два участка земли, построил каменные здания причта и церковной школы, возвёл ограду. После смерти его похоронили рядом с церковью.
В то время известным прихожанином храма был архитектор и археолог Николай Артлебен. Именно он, как архитектор во Владимирской казённой палате, а после и владимирский епархиальный архитектор, вёл наблюдение за перестройкой храма.
В 1887 году на средства Петра Козлова в верхнем этаже правой пристройки устроен престол и иконостас в честь Рождества Пресвятой Богородицы.
В 1899 году церковным старостой Никитского храма был избран купец 2-й гильдии Дмитрий Гончаров. На его пожертвования в верхнем храме были устроены новые резные вызолоченные клиросы, позолочен средний иконостас в нижнем этаже.

### Приход

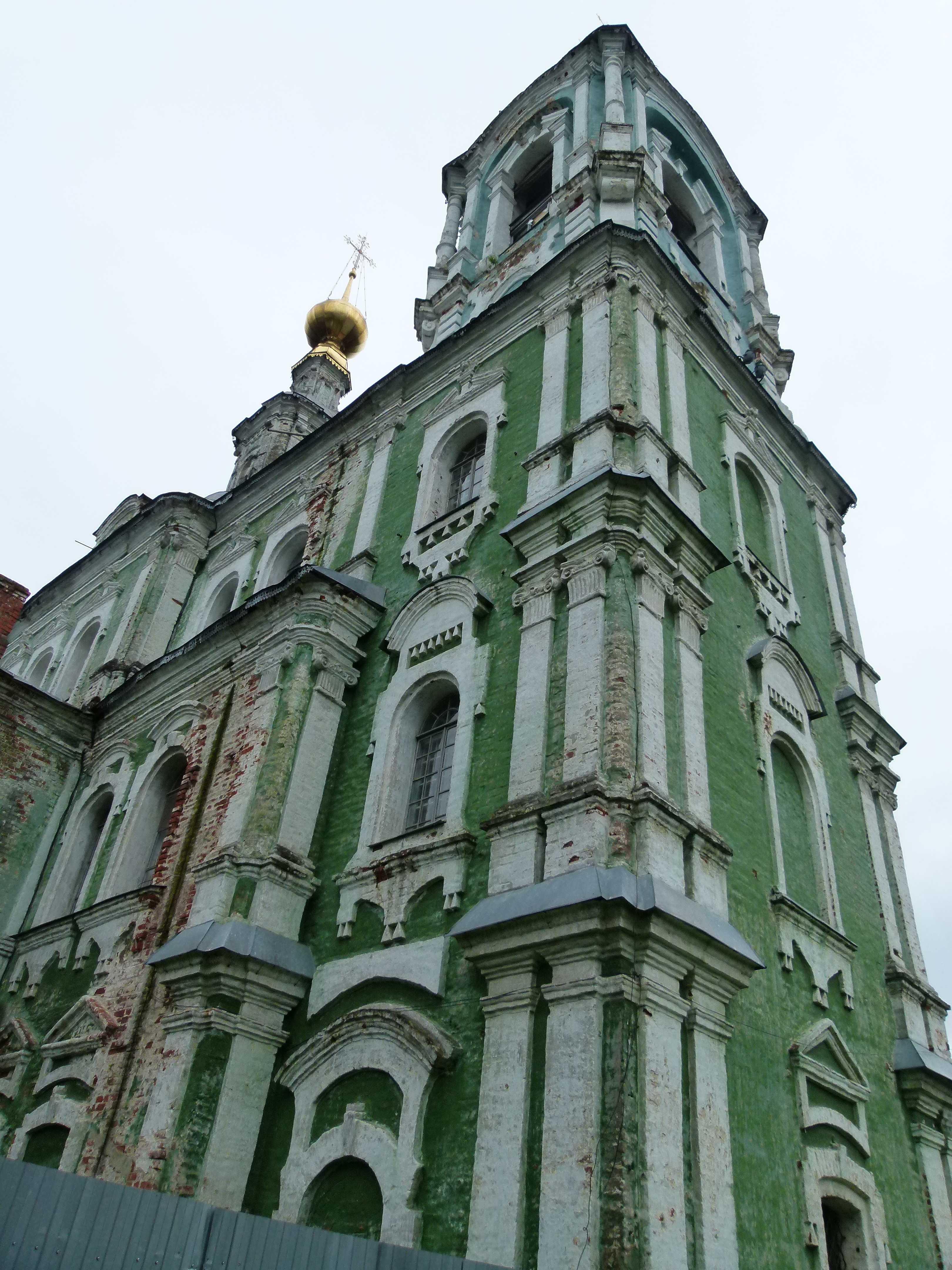
Колокольня

Приход Никитской церкви в 1780 году был небольшой и состоял большей частью из крестьян деревни Семязино и ямщиков, живших близ церкви за земляным валом на Мещанской улице.
В 1794 году в приходе числилось 136 прихожан мужского пола, проживавших в 60 дворах — трёх купеческих, четырёх мещанских, 11 ямщиков, 32 крестьянских в деревне Семязине и трёх крестьянских и семи разночинцев в полусельце Тельмячееве.
В 1876 году Семязино было приписано к Казанской церкви Ямской слободы, Тельмячеево — к Сретенской церкви в Солдатской слободе, и прихожанами Никитской церкви остались только жители Владимира. К концу XIX века их было 424 человека.
Приходская школа работала с 1876 года до её закрытия в советское время. С 1887 года она размещалась в трёхэтажном здании, построенном купцом Н. Л. Философовым. В 1893 году была открыта женская воскресная школа.

### Советское время

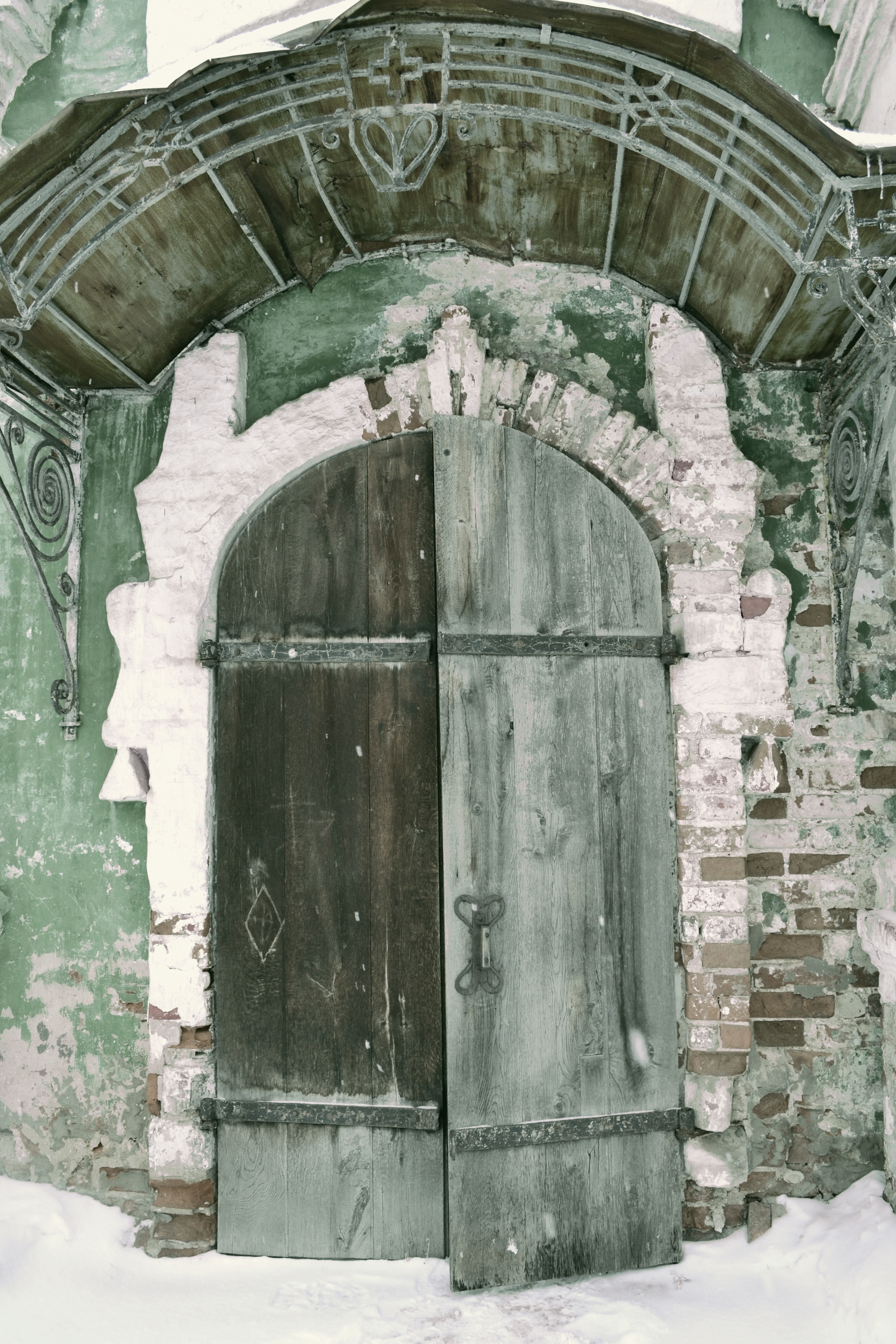
Вход в церковь до её возвращения епархии

После 1917 года церковь несколько раз пытались закрыть. Сначала под предлогом якобы аварийного состояния, потом как одно из лучших и наиболее пригодных помещений. Несмотря на активное сопротивление прихожан, в 1938 году церковь была закрыта.
В апреле 1936 года советские власти арестовали священника Никитской церкви А. Н. Брайловского и протодиакона Ф. А. Маркевича. В октябре 1937 года, в ходе Большого террора, ОГПУ сфабриковало дело о том, что якобы «в гор. Владимире существовала контрреволюционная группа из служителей религиозного культа и активных церковников церкви „Никиты-мученика“», по которому были арестованы и расстреляны священники А. А. Владычин, И. И. Слободский, дьякон С. А. Урбанский, а церковная староста А. В. Маркова приговорена к 10 годам лагерей.
В 1970 году в храме разместили реставрационную мастерскую. Открытую площадку на колокольне застеклили и стали использовать в качестве смотровой.

## Архитектурные особенности

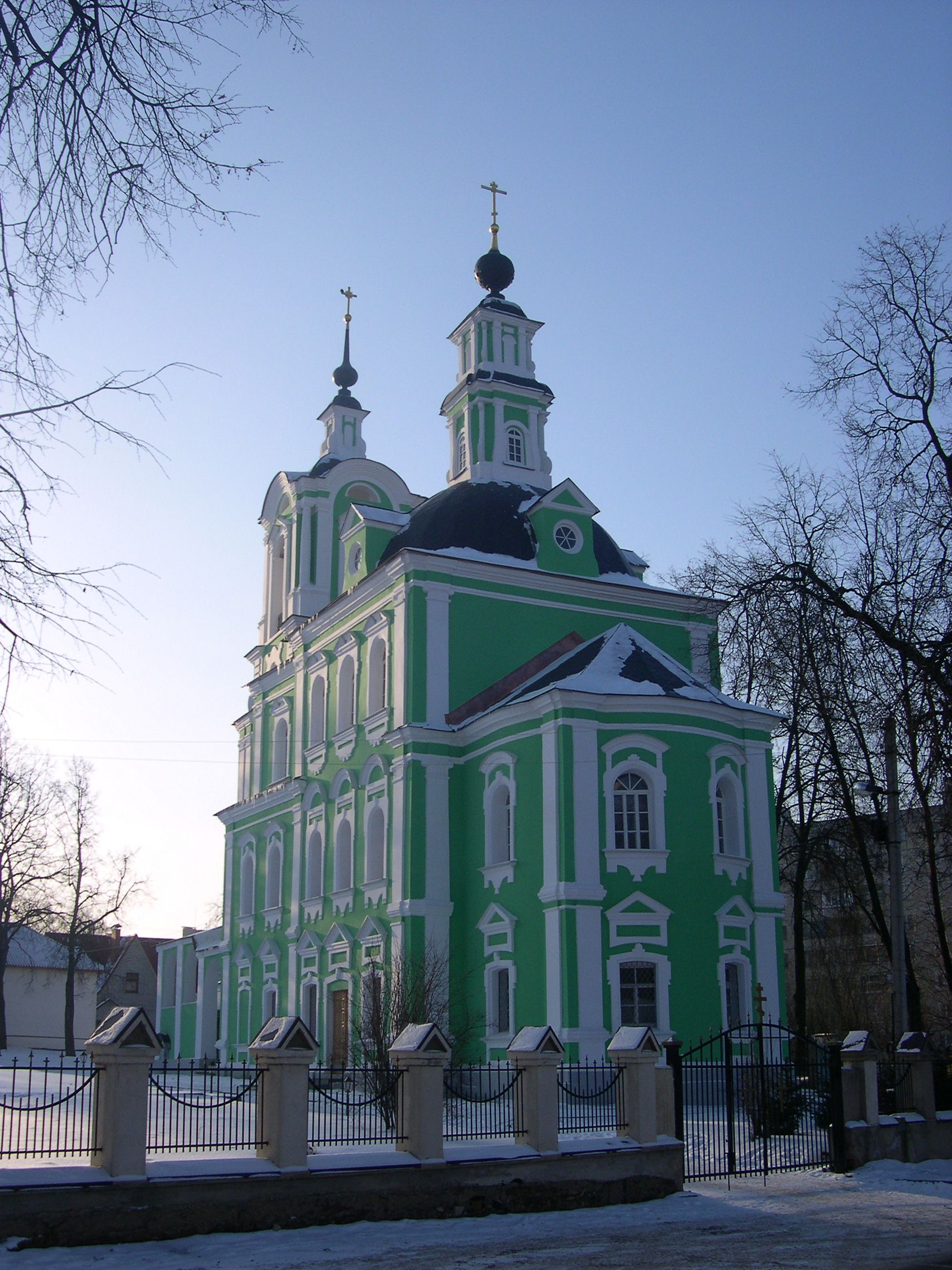
Троице-Тихвинская церковь в Дмитрове, построенная по образу Никитской во Владимире

Никитская церковь — уникальный для Владимира памятник архитектуры, построенный в стиле провинциального барокко. В основу композиции церкви положен традиционный для России того времени трапезный тип храма, однако внешне церковь больше напоминает гражданское строение.
Здание с бело-зеленым фасадом разделено большими окнами, которых обрамляют барочные наличники (у каждого окна свой узор), на три яруса. Углы здания украшены пилястрами с ордерными капителями.
Колокольня выстроена одновременно с церковью. У подножия креста колокольни прикреплена вращающаяся фигура ангела.
По сведениям краеведов, до революции Никитскую церковь было видно в любой точке города.
В 1794—1801 годах по образу Никитской церкви построили Троице-Тихвинский храм в подмосковном городе Дмитрове.

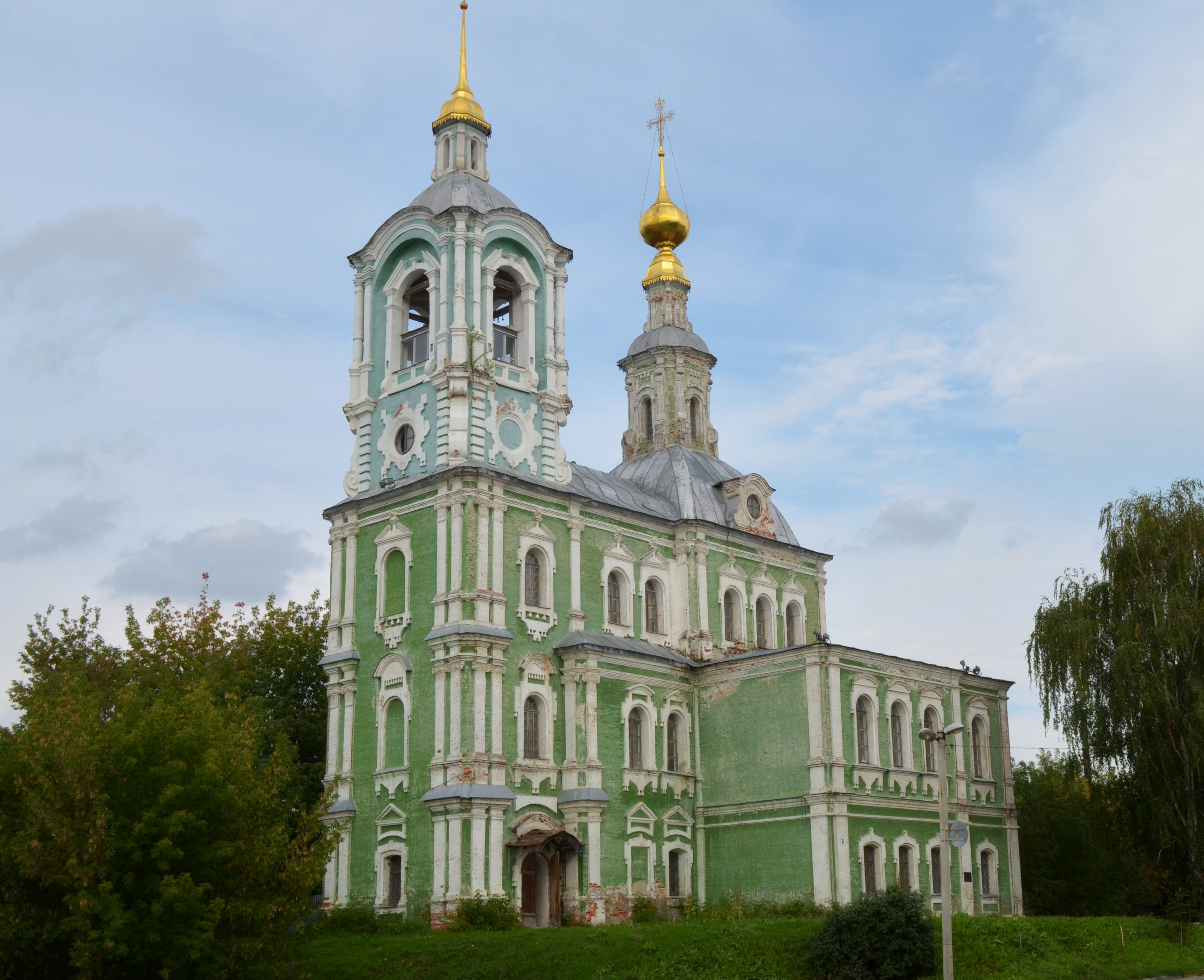
Вид летом (2012 год)
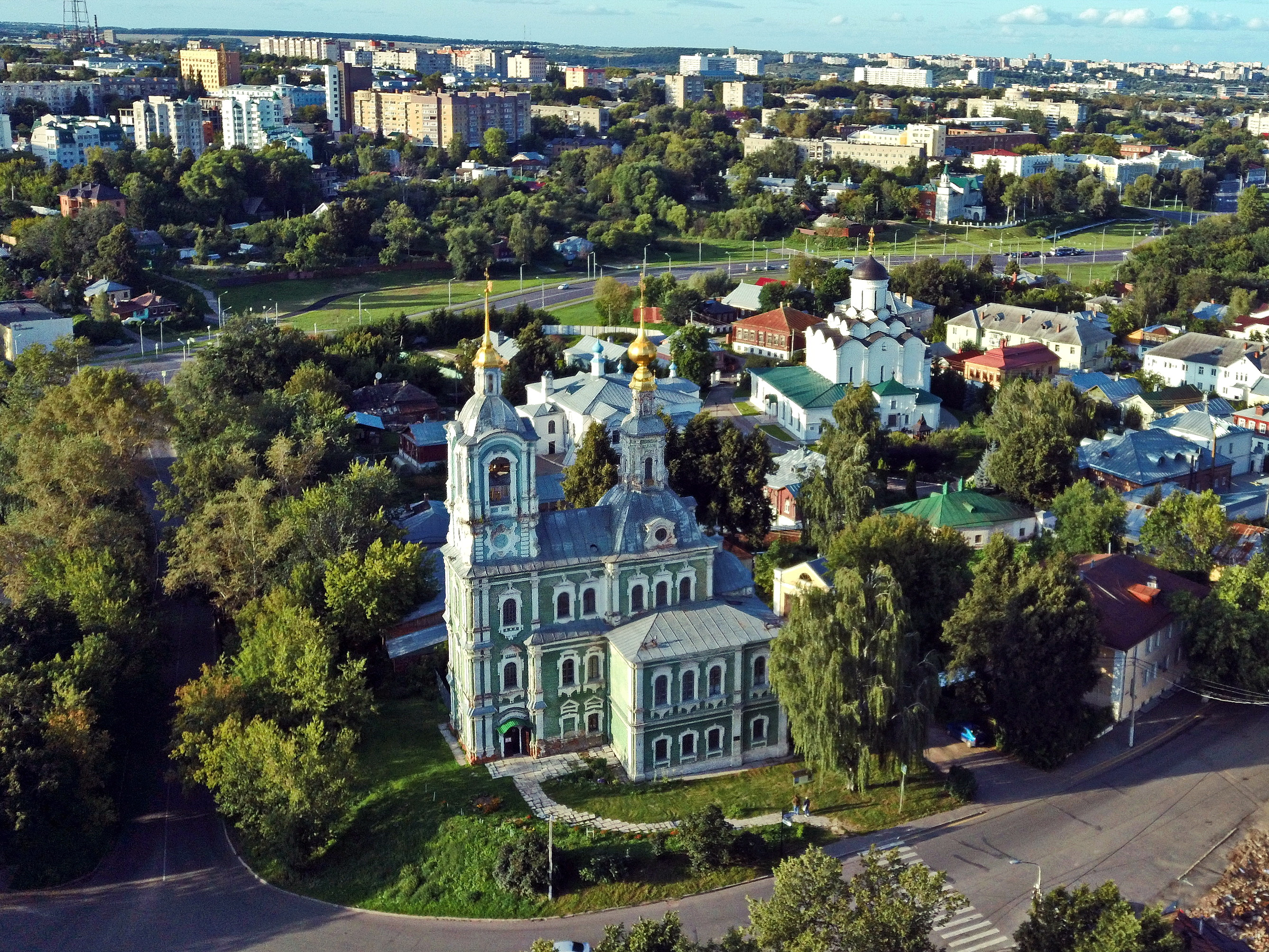
Вид сверху (2019 год)

## Внутреннее убранство
Уже при постройке главной достопримечательностью храма был иконостас с резными Царскими вратами, похожими по форме на иконостас владимирского Успенского собора.
Окна были размещены строителями в три яруса таким образом, чтобы во время богослужений в солнечную погоду создавали атмосферу света и праздника.